# Filipjeva parameridionalis
Filipjeva parameridionalis är en rundmaskart som beskrevs av Vitiello 1970. Filipjeva parameridionalis ingår i släktet Filipjeva och familjen Monhysteridae. Inga underarter finns listade i Catalogue of Life.